# Sư tử biển Úc
Sư tử biển Úc (danh pháp khoa học: Neophoca cinerea) là một loài động vật có vú trong họ Otariidae, bộ Ăn thịt. Loài này được Péron mô tả năm 1816, và là loài duy nhất trong chi Neophoca.
Loài này chỉ đặc hữu Australia. Đây là đơn loài trong chi Neophoca. Loài sư tử biển này phân bố rải rác khắp quần đảo Houtman Arbrolhos (28°N, 114°Đ.) Ở Tây Úc và quần đảo Pages (35°46'N, 138°18'Đ) ở Nam Úc. Với một dân số ước tính khoảng 14.730 cá thể, Đạo luật bảo tồn động vật hoang dã của Tây Australia (1950) đã liệt kê chúng là "cần được bảo vệ đặc biệt". Tình trạng bảo tồn đối với loài này được liệt kê như là nguy cơ tuyệt chủng.

## Hình ảnh

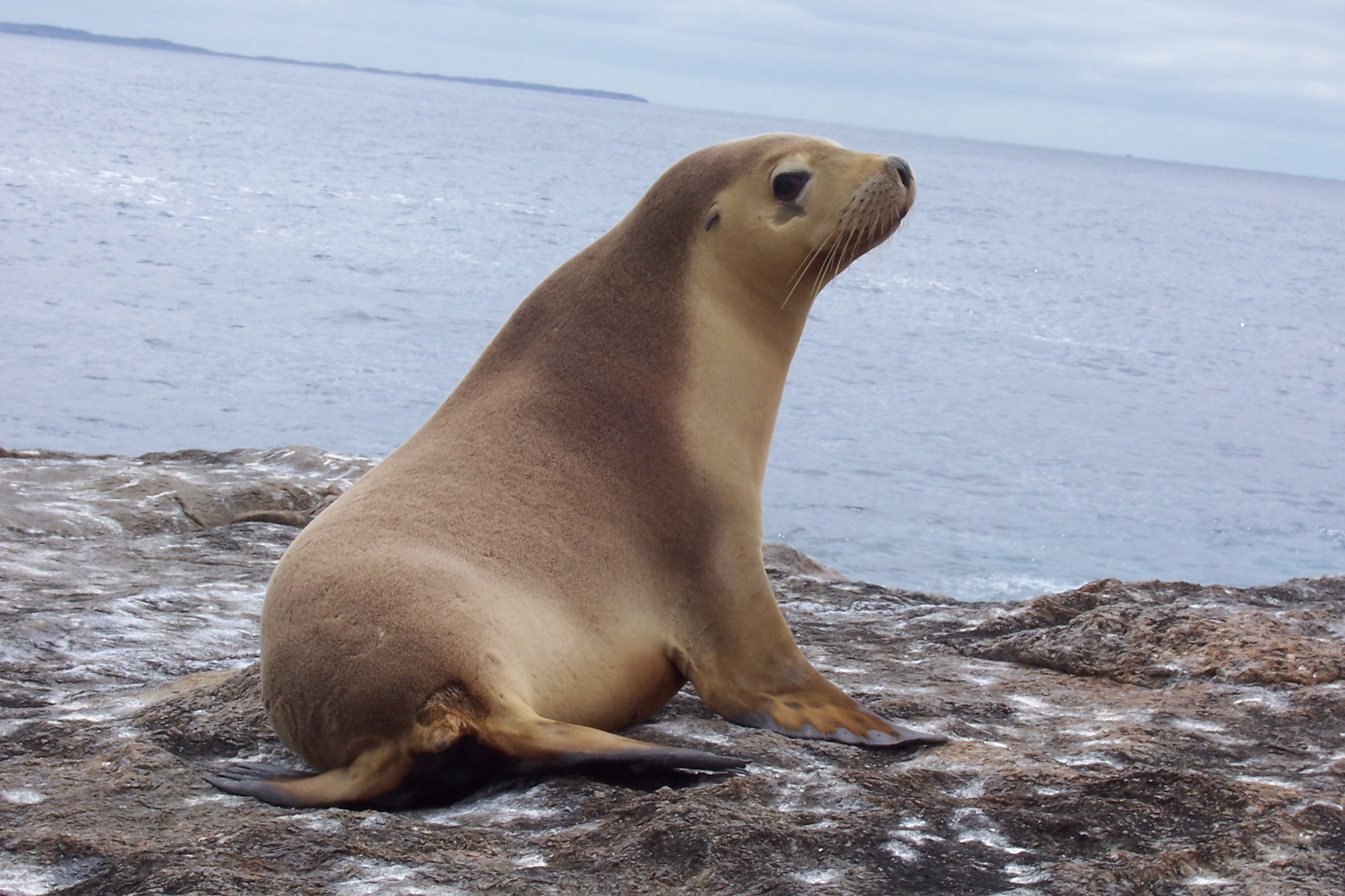
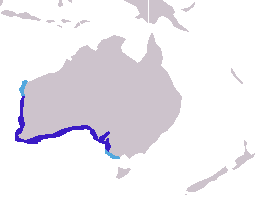
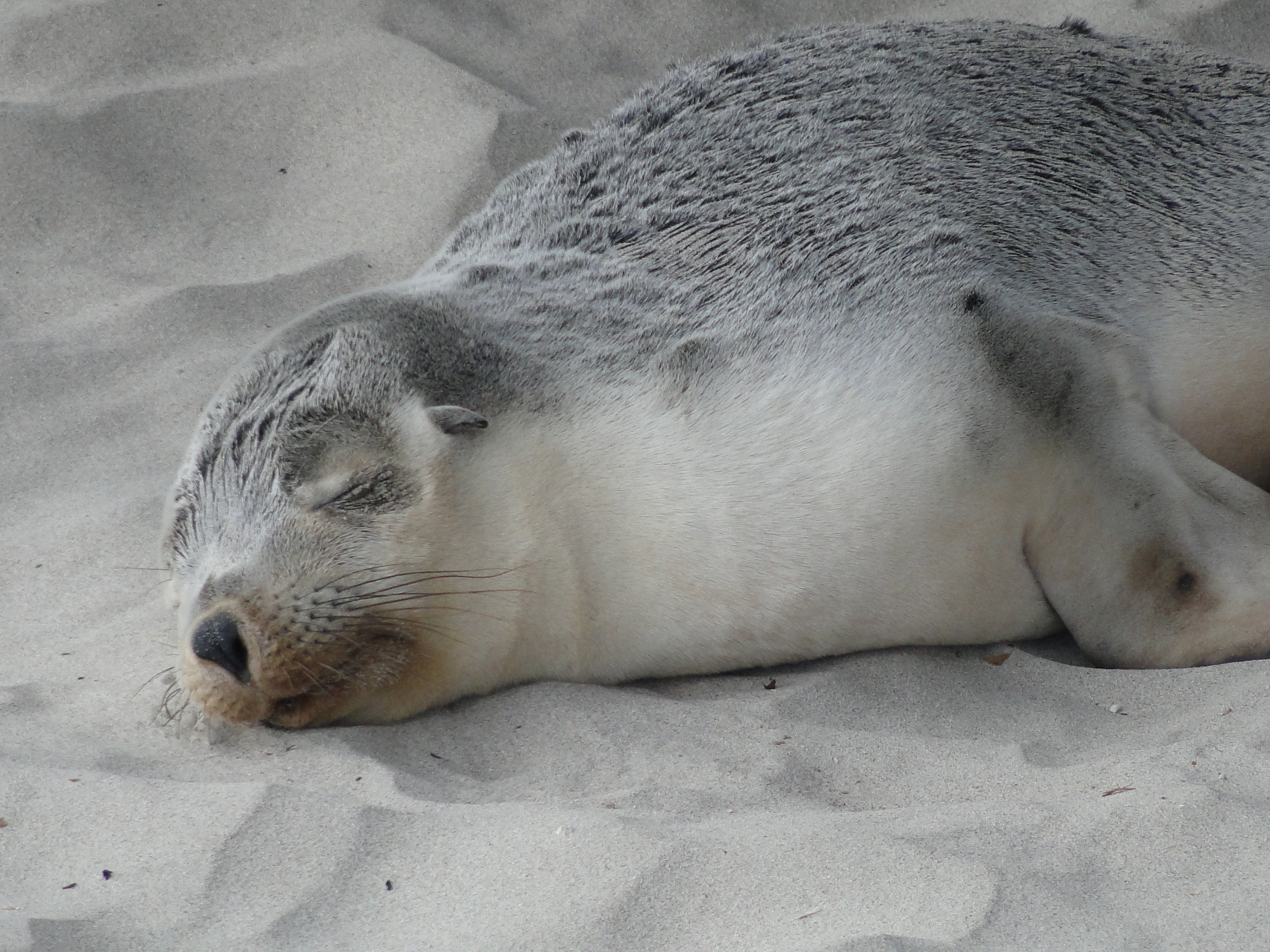
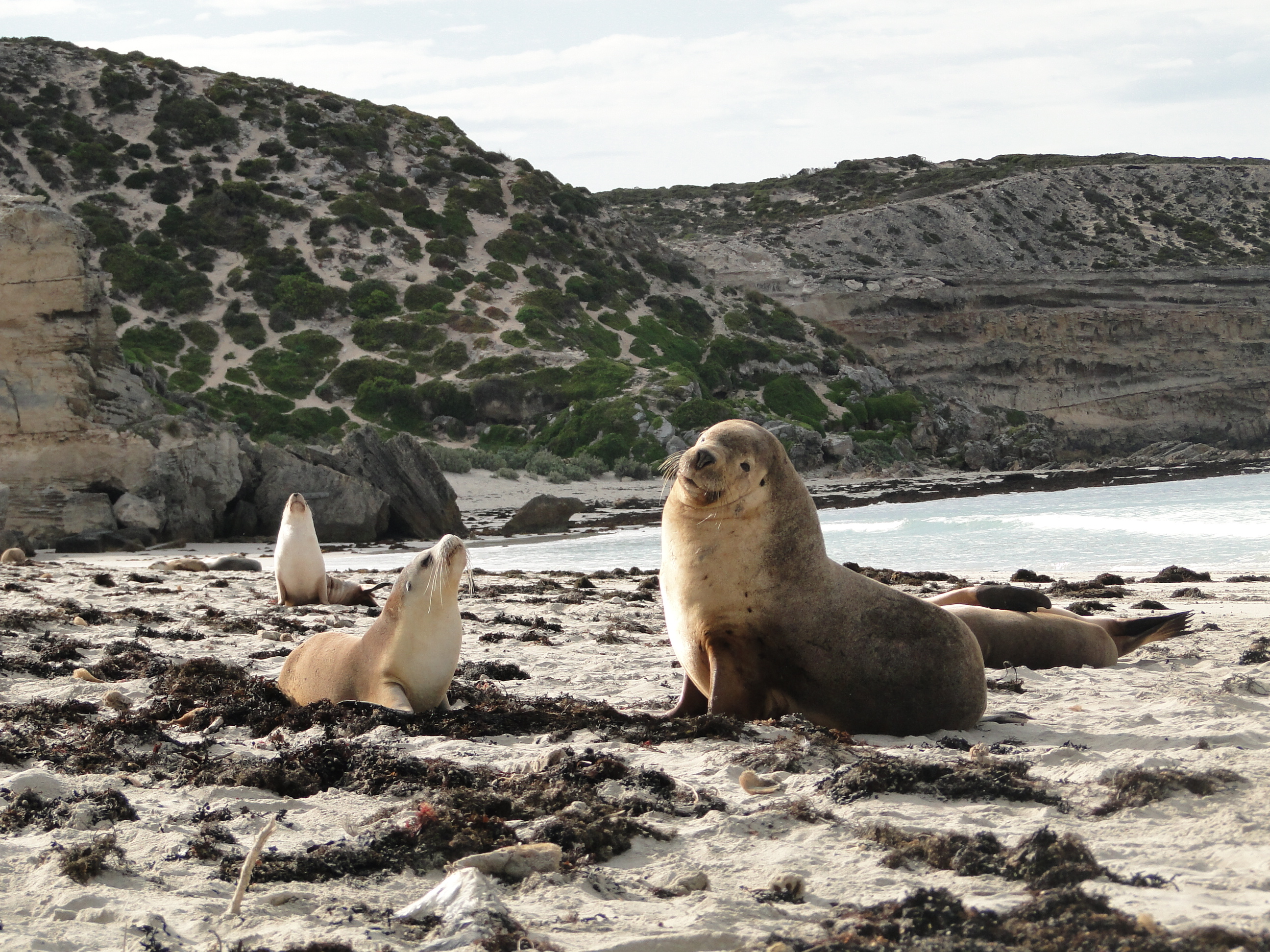